# جورج كروكت سترونج
جورج كروكت سترونج (بالإنجليزية: George Crockett Strong)‏ هو ضابط أمريكي، ولد في 16 أكتوبر 1832 في ستوكبريدج في الولايات المتحدة، وتوفي في 30 يوليو 1863 في نيويورك في الولايات المتحدة بسبب كزاز.